# خليج مورتون
خليج مورتون هو خليج كبير يقع على الساحل الشرقي لأستراليا، تحده ولاية كوينزلاند الأسترالية. يمتد الخليج بحوالي 125 كيلومترًا من أقصى نقطة جنوبية إلى أقصى نقطة شمالية ويبلغ متوسط عمقه 6 أمتار. ويعتبر أكبر وأهم الخلجان في أستراليا، من حيث أهميتها البيئية وأهميتها التاريخية.

## التاريخ
بالإضافة إلى أهميته البيئية، فقد لعب خليج مورتون دورًا مهمًا في تاريخ كوينزلاند وأستراليا. تم تسمية الخليج من قبل المستكشف ماثيو فليندرز تكريما لصديقه وزميله الأدميرال السير جيمس مورتون. وصل المستكشفون الأوروبيون المنطقة المحيطة بخليج مورتون لأول مرة في أوائل القرن التاسع عشر، وبحلول منتصف القرن التاسع عشر، أصبحت مركزًا مهمًا للتجارة. كان الخليج أيضًا موقع مستعمرة خليج مورتون العقابية، وهي مستعمرة جنائية بريطانية تأسست عام 1824 لإيواء المدانين الذين تم نقلهم إلى أستراليا.

## الحياة البحرية
يعد الخليج موطنًا لمجموعة متنوعة من الحياة البحرية، بما في ذلك أكثر من 700 نوع من الأسماك والدلافين والسلاحف وأبقار البحر. كما أنها أرض خصبة لتكاثر الحيتان الحدباء التي تهاجر إلى المنطقة كل عام للتزاوج والولادة. يعد خليج مورتون أيضًا موطنًا للعديد من الجزر، بما في ذلك جزيرة نورث سترادبروك وجزيرة مورتون وجزيرة بريبي، وهي وجهات سياحية شهيرة لشواطئها وحياتها البرية وأنشطتها الخارجية.